# Angola
L'Angola, ufficialmente Repubblica dell'Angola, è uno Stato situato sulla costa occidentale dell'Africa meridionale. È il settimo stato africano per estensione e confina a nord con la Repubblica Democratica del Congo, a est con lo Zambia, a sud con la Namibia e a ovest si affaccia sull'oceano Atlantico. Fa parte del territorio statale anche l'exclave di Cabinda situata al confine fra Repubblica Democratica del Congo e Repubblica del Congo. La capitale e maggiore città è Luanda.
Il territorio dell'Angola è abitato sin dal Paleolitico, e ha ospitato una gran varietà di gruppi etnici, tribù e regni. Lo stato nazionale dell'Angola ebbe origine dalla colonizzazione portoghese, iniziata con insediamenti costieri e trading post fondati nel XVI secolo. Nel XIX secolo gli insedianti europei iniziarono a stabilirsi nell'interno. La colonia portoghese che divenne poi l'Angola non ebbe i confini attuali fino al XX secolo, a causa della resistenza di gruppi come i Cuamato, i Kwanyama e i Bundas.
Dopo una lunga rivolta anti-coloniale fu raggiunta l'indipendenza nel 1975 come Repubblica Popolare dell'Angola marxista-leninista, uno stato monopartitico sostenuto dall'Unione Sovietica e da Cuba. La guerra civile tra il Movimento Popolare di Liberazione dell'Angola al governo e gli insorgenti anti-comunisti dell'Unione Nazionale per l'Indipendenza Totale dell'Angola, sostenuti dagli Stati Uniti e dal Sudafrica, durò fino al 2002. Lo stato sovrano da allora è divenuto una repubblica costituzionale presidenziale unitaria relativamente stabile.
L'Angola possiede vaste riserve di minerali e di petrolio, e la sua economia è tra le più velocemente in crescita del mondo, specialmente dalla fine della guerra civile. Tuttavia, lo standard di vita rimane basso per quasi tutta la popolazione, e la speranza di vita in Angola è tra le più basse nel mondo, mentre la mortalità infantile è tra le più alte. La crescita economica angolana non è omogenea, con la maggior parte della ricchezza nazionale concentrata in un settore ridotto della popolazione.
L'Angola è uno stato membro dell'Organizzazione delle Nazioni Unite, dell'Opec, dell'Unione africana, della Comunità dei Paesi di lingua portoghese e della Comunità di sviluppo dell'Africa meridionale. Si tratta di uno stato fortemente multietnico, e la popolazione di 31,83 milioni di persone appartiene a diversi gruppi tribali, che fanno riferimento a tradizioni distinte. La cultura angolana riflette secoli di dominio portoghese, in particolare nella lingua e nella Chiesa cattolica.

## Etimologia del nome
ll nome del Paese deriva dal termine Ngola, attributo di rispetto dei sovrani Ndongo corrispondente all'italiano "maestà". I portoghesi diedero questo nome ufficiale al Paese nel XVI secolo proprio in onore di quei sovrani, loro fedeli alleati.

## Storia

### Storia antica
L'area dell'attuale Angola fu abitata durante il paleolitico e il neolitico, come attestato dai resti trovati a Luanda, in Congo, e nel deserto del Namib. All'inizio della storia documentata arrivarono anche altri popoli e culture.
I primi a stabilirsi furono i San. La situazione cambiò all'inizio del VI secolo d.C., quando i Bantu, già in possesso di tecnologia per la lavorazione dei metalli, la ceramica e l'agricoltura iniziarono a migrare dal nord. Quando raggiunsero l'attuale Angola, incontrarono i San e altri gruppi. L'istituzione dei Bantu ha richiesto molti secoli e ha dato origine a vari raggruppamenti che hanno assunto diverse caratteristiche etniche.
La prima grande entità politica della zona, nota alla storia come il Regno del Congo, apparve nel XIII secolo e si estendeva dal Gabon a nord al fiume Kwanza a sud, e dall'Atlantico a ovest fino al fiume Cuango a l'Est. La ricchezza del Congo proveniva principalmente dall'agricoltura. Il potere era nelle mani dei Mani, aristocratici che occupavano posizioni chiave nel regno e che rispondevano solo all'onnipotente re del Congo. M'banza era il nome dato a un'unità territoriale amministrata e governata da un Mani; Mbanza Congo, la capitale, aveva una popolazione di oltre cinquantamila abitanti nel XVI secolo.
Il Regno di Congo era diviso in sei province e comprendeva alcuni regni dipendenti, come quello di Ndongo, a sud. Il commercio era l'attività principale, basata su un'agricoltura altamente produttiva e un crescente sfruttamento della ricchezza mineraria. Nel 1482 le caravelle portoghesi comandate da Diogo Cão arrivarono in Congo e nel 1484 esplorarono l'estrema costa nord-occidentale di quella che è l'Angola. Seguirono altre spedizioni e presto furono stabiliti stretti rapporti tra i due stati. I portoghesi introdussero le armi da fuoco e alcune innovazioni tecniche, oltre al cristianesimo. Con il supporto del re del Congo sfruttarono la colonia per il commercio di schiavi e avorio e l'estrazione di minerali.

### L'inizio della colonizzazione portoghese

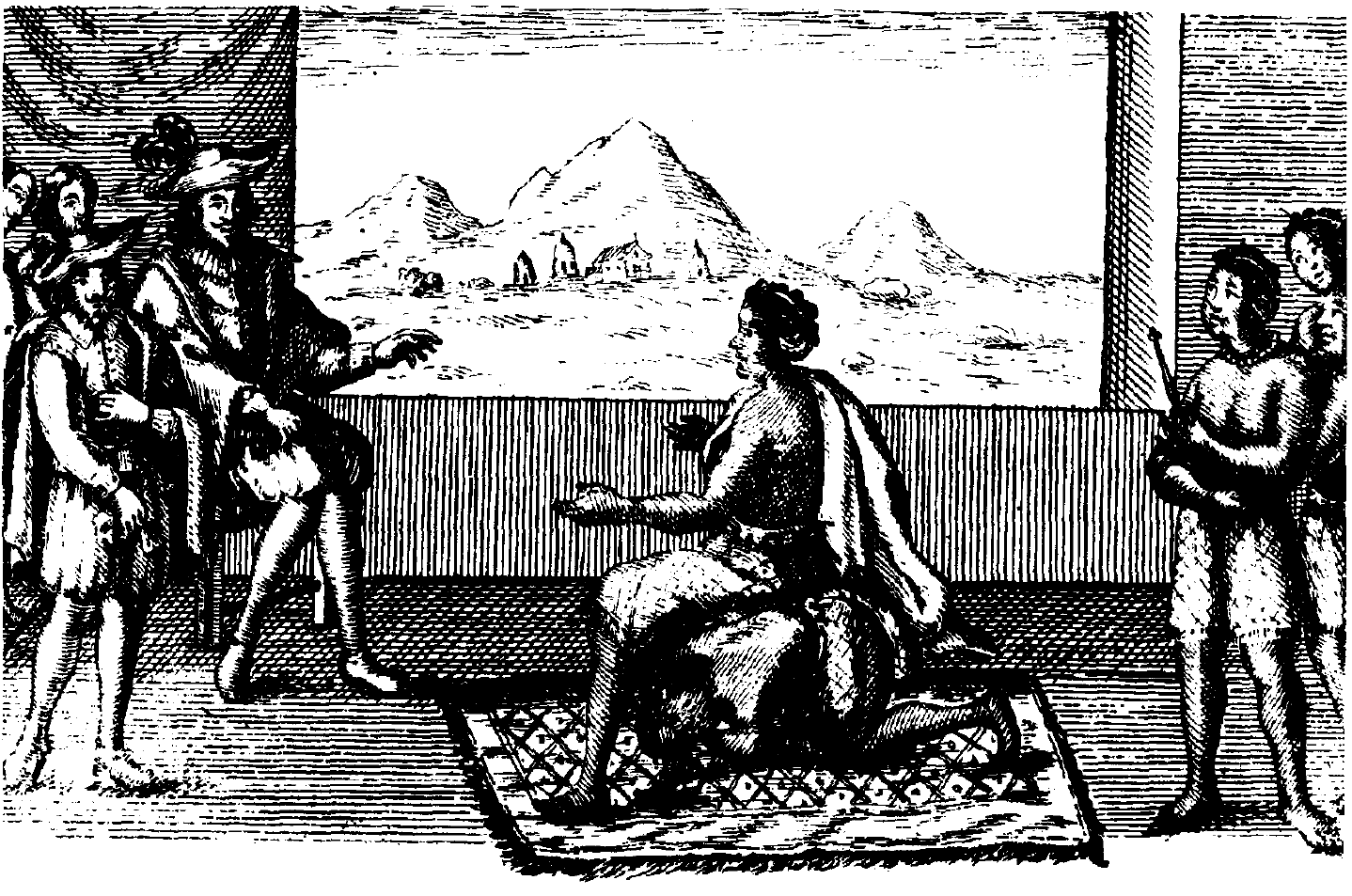
La regina Nzinga nelle trattative di pace con gli inviati portoghesi - 1624

La venuta dei portoghesi in questo territorio è molto remota, specialmente sulla costa già fiorente di traffici addirittura in epoca medievale. Nel 1483 si ha notizia di una prima penetrazione anche nell'entroterra. Inizialmente vi furono ostilità con i numerosi regni autoctoni presenti sul territorio, in particolare con il regno del Congo, con quello di Ndongo e con quello di Benguela. Tuttavia già nel XVI secolo si addivenne a lunghi periodi di pace, intervallati da guerre occasionali, dovute spesso a scontri di carattere personale tra i vari sovrani e governatori. In particolare il regno di Ndongo costituì un'alleanza abbastanza stabile con i portoghesi, intrattenendo con essi un fiorente commercio di schiavi, molti dei quali furono trasportati in Brasile. Nel frattempo i portoghesi avviarono la costruzione di numerosi e floridi insediamenti nella regione, conquistando via via autonomia dalla madrepatria.

### Il consolidamento della colonizzazione portoghese
Con l'avvento del XVII secolo una nuova tribù si impose in parte del territorio angolano: la tribù degli Imbangala. Queste genti erano caratterizzate da un notevole ardimento bellico e da una forte intraprendenza, pertanto in breve tempo sottomisero molte altre tribù dell'area, vendendo un'ingente quantità di schiavi ai portoghesi. Il governatore Luis Mendes de Vasconcelos, apprezzandone assai lo spirito combattivo, ne arruolò buona parte nelle sue truppe. Si consolidò così il fenomeno del meticciamento sia propriamente detto (incroci tra europei ed africani), sia spirituale (fusione di costumi e tradizioni), che fu sempre caratteristico dell'impostazione coloniale portoghese, al contrario per esempio di quella britannica. Intanto i portoghesi dovettero fronteggiare l'intraprendenza della regina di Ndongo Nzinga, con cui parzialmente nel 1624 e definitivamente nel 1639, furono firmati trattati di pace e cooperazione. Un altro problema che la colonia portoghese dovette presto affrontare fu il tentativo di penetrazione effettuato dagli olandesi della Compagnia olandese delle Indie occidentali. Tuttavia nella seconda metà del secolo i portoghesi, guidati dal condottiero Salvador Correia de Sa, riuscirono a scongiurare il pericolo.

### L'organizzazione moderna della colonia
Il XVIII e il XIX secolo coincisero con una più precisa organizzazione amministrativa e giuridica della colonia. Se continuarono sovente conflitti interni tra gli esponenti delle varie tribù, è anche vero che iniziò a delinearsi una più chiara struttura sociopolitica del Paese, con una sempre più marcata suddivisione dei compiti amministrativi e militari. L'attività economica più prospera rimase il commercio degli schiavi (pur abolito nel 1830), che si protrasse fino a tutto l'Ottocento, finché l'ormai consolidata rivoluzione industriale, permise alle potenze più avanzate di fare a meno di questa forza lavoro. I portoghesi aspirarono nella seconda metà dell'Ottocento a riunire i loro dominii di Angola e Mozambico, ma l'azione di Cecil Rhodes impedì questo sogno coloniale.
Il dominio portoghese nel XX secolo fu caratterizzato da grandi iniziative economiche e infrastrutturali, tra cui la costruzione di imponenti ferrovie. Furono altresì sviluppate estese piantagioni molto produttive, che contribuirono all'affermazione del Portogallo come potenza di un certo peso mondiale.

### Verso l'indipendenza
Dopo la seconda guerra mondiale il Portogallo, governato sin dagli anni trenta da António de Oliveira Salazar, si oppose strenuamente al concetto di decolonizzazione. Secondo il pensiero politico di Salazar infatti, la decolonizzazione avrebbe creato semplici avamposti economico-politici per le potenze uscite vincitrici dalla seconda guerra mondiale: gli Stati Uniti attraverso le multinazionali economiche, l'URSS attraverso le multinazionali politiche. Un graduale e costante processo di evoluzione politica con una partecipazione attiva delle popolazioni nere al sistema coloniale avrebbe invece permesso il vero sviluppo socioeconomico dell'Africa.
Tuttavia apparve sempre più oneroso il mantenimento delle colonie e verso la fine degli anni cinquanta nacquero altresì vari movimenti indipendentisti più o meno collegati ad analoghi movimenti esteri, finanziati dalle due superpotenze. In particolare due movimenti si fecero strada: il Movimento Popolare di Liberazione dell'Angola (MPLA), fondato nel 1956 e appoggiato dall'URSS, che addirittura organizzò scuole e università a Mosca per formare i capi; l'Unione Nazionale per l'Indipendenza Totale dell'Angola (UNITA), guidata da Jonas Savimbi, sostenuto inizialmente dalla Cina, si avvicinò in seguito agli Stati Uniti. Il Fronte di Liberazione Nazionale dell'Angola (FNLA) guidato da Holden Roberto, inizialmente consistente, perse via via di importanza.
La lotta armata tra le varie fazioni e il governo portoghese divenne infuocata negli anni settanta. Nel 1974, in seguito alla Rivoluzione dei Garofani in Portogallo, cessarono le ostilità e venne instaurato un governo di coalizione fra i movimenti indipendentisti, che ebbe però breve durata. L'11 novembre 1975 il Portogallo riconobbe l'indipendenza del Paese; il MPLA proclamò la Repubblica Popolare dell'Angola, mentre il FNLA e l'UNITA proclamarono nelle zone da loro controllate una repubblica separata con capitale Huambo. Il MPLA prevalse sugli altri due movimenti e nel febbraio del 1976 le sue truppe conquistarono Huambo.
Nello stesso febbraio del 1976, l'Italia fu il primo Paese europeo occidentale a riconoscerne l'indipendenza.

### La guerra civile
Agostinho Neto, capo dell'MPLA, divenne il primo presidente (1975) del Paese e tale rimase fino alla morte (1979), allorché gli successe José Eduardo dos Santos. Dal luglio del 1975 il Paese fu afflitto da una lunga guerra civile nella quale erano in campo non solo contrasti etnici e interni ma forze straniere interessate alle risorse (petrolio e diamanti in particolare) dell'Angola e alla sua posizione strategica.
L'MPLA, movimento marxista-leninista che organizzò un sistema politico monopartitico appoggiato da Cuba e dall'Unione Sovietica, e l'UNITA, sostenuta da Stati Uniti e Sudafrica, ingaggiarono una lotta senza esclusione di colpi. Il conflitto, iniziato nel novembre del 1975 con l'invasione dell'Angola da parte del Sudafrica con truppe già presenti in Namibia, vide l'intervento di migliaia di soldati cubani Operación Carlota e si protrasse per anni, decimando la popolazione inerme. Si giunse infine alla firma di un accordo di pace, voluto dalle potenze straniere dopo la sconfitta del Sudafrica a Cuito Canavale e i cambiamenti nello scenario internazionale, siglato nel dicembre del 1988 a New York.
Nel 1991 furono firmati gli accordi di Bicesse e le truppe straniere si ritirarono. Nel 1992 si tennero le elezioni presidenziali multipartitiche, che videro la vittoria del MPLA. José Eduardo dos Santos, che come detto era successo a Neto nel 1979 alla guida assoluta del Paese e del partito, fu confermato nella carica. A differenza del FNLA, l'UNITA, guidata da Jonas Savimbi, non accettò l'esito elettorale e il Paese entrò in una nuova fase di guerra civile.
Il 20 novembre 1994 a Lusaka, in Zambia, nel contesto del cosiddetto protocollo di Lusaka venne stipulato un nuovo accordo di pace che prevedeva la reintegrazione dei ribelli nel governo nazionale e nelle forze armate. Nell'aprile del 1997 venne creato un governo di unità nazionale dal quale l'UNITA venne però espulsa l'anno seguente in seguito alla ripresa delle azioni di guerriglia.

### Nel ventunesimo secolo
Con la cessazione della guerra fredda e il crollo dell'Unione Sovietica il presidente Dos Santos, al potere dal 1979, aveva nel frattempo ribaltato completamente la propria politica. Se in politica interna rimodernò le istituzioni, depurandole dal passato marxismo, in politica estera instaurò una solida alleanza con Stati Uniti, Gran Bretagna e Portogallo. In particolare sono da segnalare le prese di posizione costantemente favorevoli alle guerre intraprese dagli Stati Uniti in Afghanistan e Iraq. L'UNITA si trovò spiazzata da questo nuovo atteggiamento e si ridusse così a un gruppo paramilitare allo sbando. Il Consiglio di sicurezza delle Nazioni Unite votò sanzioni contro l'UNITA stessa (28 agosto 1997) e nel 1999 le unità militari angolane sferrarono un duro colpo ai ribelli riprendendo il controllo delle principali città delle zone controllate dall'UNITA. Savimbi dichiarò allora un'ennesima lotta di guerriglia che dilaniò il Paese provocando un milione e mezzo di morti e centinaia di migliaia di senzatetto. Le ostilità proseguirono fino alla morte di Savimbi (primavera 2002), allorché i ribelli deposero le armi dopo la garanzia di un'amnistia generale e dell'integrazione nelle forze armate ufficiali.
Gli anni ininterrotti di guerra civile rendono più difficoltoso il percorso di sviluppo del Paese; tra le varie difficoltà, è da citare quella delle migliaia di persone che hanno abbandonato i loro villaggi a causa dei conflitti. Dos Santos ha puntato su un legame sempre più stretto con la vecchia madrepatria portoghese, suggellato dal sontuosissimo matrimonio celebrato nel 2004 a Luanda tra una figlia di Dos Santos, Tchizé, e il magnate portoghese Hugo Pego. L'Angola è membro dell'ONU, dell'Unione Africana, della Comunità dei Paesi di Lingua Portoghese (CPLP), della Southern African Development Community (SADC) e dell'Organizzazione Mondiale del Commercio; è inoltre associata all'Unione europea. L'8 novembre 2008 l'Angola si schiera a fianco delle truppe della Repubblica Democratica del Congo nei pressi di Goma, per fare tornare la stabilità nell'Africa centrale, dilaniata dal Conflitto del Kivu.

## Geografia
L'Angola, con un'area di 1 246 700 km², è il ventitreesimo Paese più esteso del mondo. È vasto approssimativamente come il Mali e circa quattro volte più esteso dell'Italia. Possiede 1 600 km di costa atlantica. La capitale, Luanda, sorge sulla costa nella parte nord occidentale.

### Morfologia

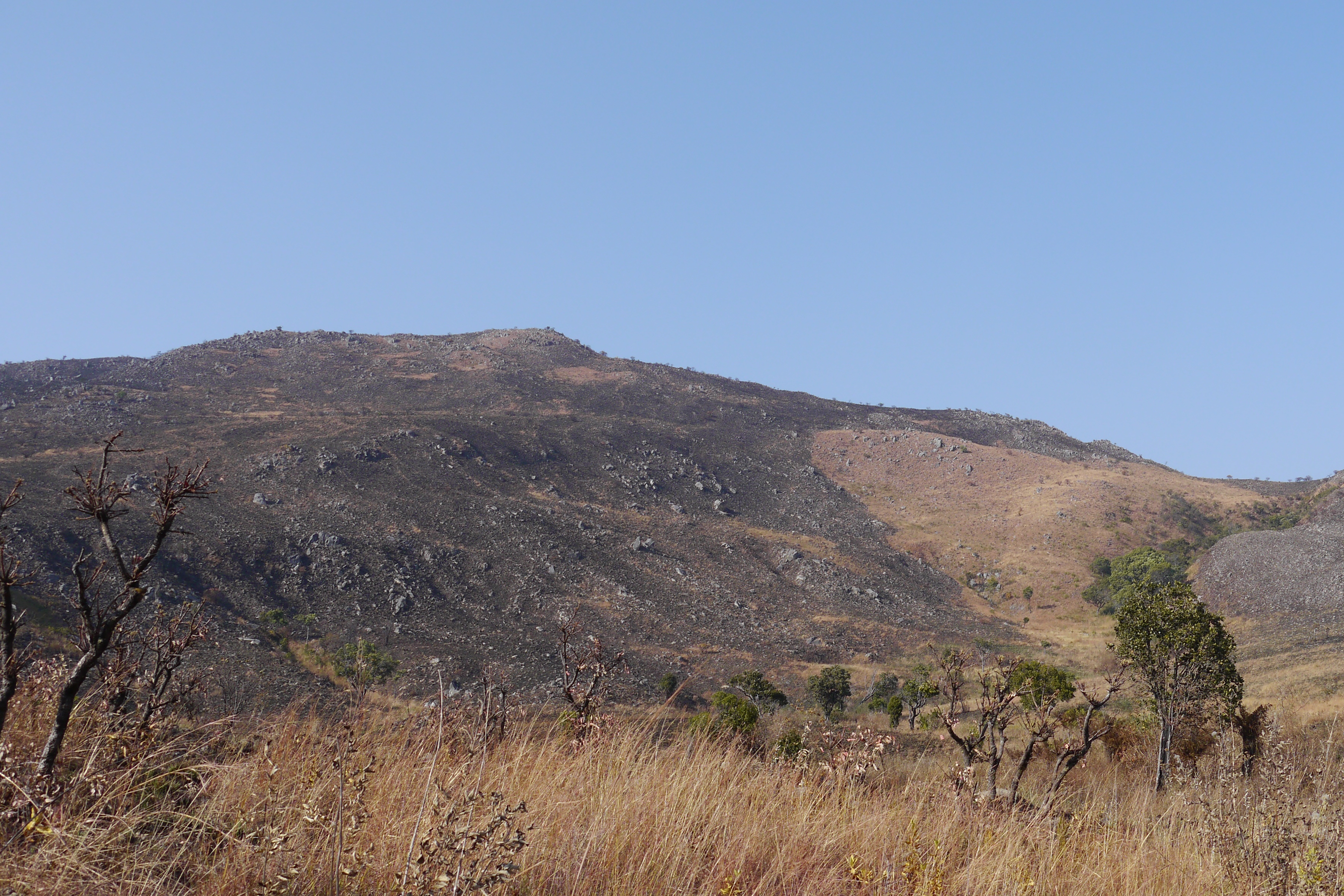
Monte Moco, il più alto d'Angola

Il territorio angolano è caratterizzato da una fascia di altopiani, il più vasto dei quali è quello di Bié, che lo attraversa da nord a sud. L'altitudine media è compresa fra i 700 e i 1000 m sul livello del mare; sul lato occidentale l'altopiano è delimitato da una dorsale montuosa che raggiunge l'altitudine massima con il Morro de Moco (2 620 m). In direzione della costa la scarpata è brusca e digrada rapidamente verso la stretta fascia delle pianure costiere, larga dai cinquanta ai cento chilometri.
Sul lato orientale, verso l'interno del continente, gli altopiani digradano dolcemente verso il bacino dello Zambesi. Il territorio è caratterizzato da vaste savane, dove si concentra gran parte della popolazione data la ricchezza di terreni fertili e le buone condizioni climatiche. Nella parte sudorientale vi è un'area arida in direzione del deserto del Kalahari; fanno eccezione le vallate dei fiumi Cuando, Cunene e Cubango sulle rive dei quali vi sono terreni coltivabili o sfruttabili per l'allevamento. Altre montagne importanti sono la Serra da neve (2 490 m) e la Serra chilengue.

### Idrografia
I fiumi principali sono il M'Bridge e il Kwanza, che si gettano nell'Oceano Atlantico; il Cuango e il Cassai, che tributano a nord al fiume Congo.

### Clima
Grazie all'altitudine il clima è tutto sommato temperato. Le temperature medie si aggirano sulla costa intorno a 16 °C in inverno e a 21 °C in estate. La piovosità non è ingente, ma ben distribuita (374 mm annui per 31 giorni nella zona di Luanda).

## Società

### Demografia

Andamento della popolazione Angolana dal 1950 al 2020

La popolazione mantiene un tasso di crescita abbastanza elevato, anche grazie alla lotta all'AIDS, non più così diffuso come in altri stati africani. La popolazione angolana è quasi sestuplicata nell'ultimo mezzo secolo, passando dai 5 milioni scarsi del 1960 ai 29,4 milioni circa del ventunesimo secolo, secondo i dati dell'United States Census Bureau. La speranza di vita rimane tuttavia ancora molto bassa per via di guerre intestine al Paese; gran parte della popolazione è analfabeta.

### Etnie

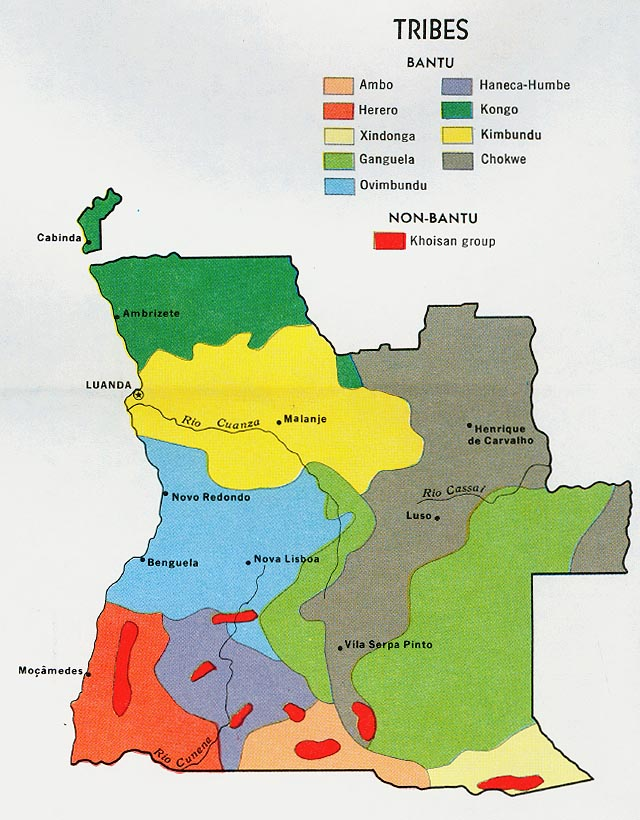
mappa delle etnie in Angola (1970)

Le principali etnie, che fanno parte dei gruppi neri bantu, compongono il 98% della popolazione angolana, seguono i mulatti con l'1,5% e i gruppi bianchi (perlopiù di origine portoghese) con lo 0,5%.
- Ovimbundu (o mbundu meridionali, 37%)[12]
- Ambundu (o mbundu settentrionali, 25%)[12]
- Bakongo (o kongo, 13%)[12]
- Chokwe (o chocué, 6%)[13]
- Nyemba (o ganguela, 3%)[13]
- Nyaneka (o haneca, 3%)[13]
- Nkhumbi (o humbe, 2%)[13]
- Ovambo (o ambo, 2%)[13]
- Lunda (1%)[13]
- Herero (<1%)[13]
- Mbukushu (o xindonga, <1%)[13]

### Lingue
Il portoghese è la lingua ufficiale dell'Angola ed è la lingua materna del 30% della popolazione. Esistono però alcune lingue nazionali parlate nel Paese. Secondo il censimento realizzato nel 2014 il portoghese è la lingua o una delle lingue parlate in casa per il 71,2% degli angolani.
La lingua nazionale con più parlanti è l'umbundu, parlata dagli ovimbundu nella regione del centro-sud. È lingua materna di circa un terzo degli angolani.
Il kimbundu è la seconda lingua nazionale più parlata, circa dalla quarta parte della popolazione, gli ambundu, che vivono nel centro nord. È una lingua di grande rilevanza essendo la lingua antica della capitale e dell'antico Regno di Ndongo. Ci sono state molte interferenze lessicali con il portoghese.
Il kikongo, parlato al nord, ha diversi dialetti. Era la lingua dell'antico Regno di Congo e dopo la migrazione postcoloniale al Sud ha dei parlanti anche a Luanda. In questa regione, in provincia di Cabinda, si parla anche il fiote e l'ibinda. Il chocué è la lingua dell'Est per eccellenza. Al Sud si parlano anche altre lingue del gruppo khoisan, parlate da piccoli gruppi.

### Religioni
Il governo riconosce come religioni del Paese il Cattolicesimo e l'Animismo. In Angola esistono invece tantissime religioni organizzate in chiese o forme analoghe. Dati certi relativi al numero di fedeli non esistono, ma la maggior parte della popolazione angolana è di religione cattolica (almeno la metà), o cristiana di altre confessioni: ci sono infatti anche Testimoni di Geova, protestanti, battisti, metodisti e calvinisti. L'Animismo è professato dal 30% della popolazione. È significativa anche la presenza di persone che non professano alcuna religione (atei), il fenomeno è dovuto anche all'influenza del marxismo-leninismo professato nella prima fase postcoloniale. Solo l'1-2% della popolazione professa l'Islam, in particolare di confessione sunnita. Durante la guerra civile, molte persone si sono avvicinate a un credo religioso o hanno rafforzato la loro fede. Sono presenti anche numerose sette di matrice brasiliana, che però sono illegali e vengono quindi perseguite dallo Stato.

## Politica

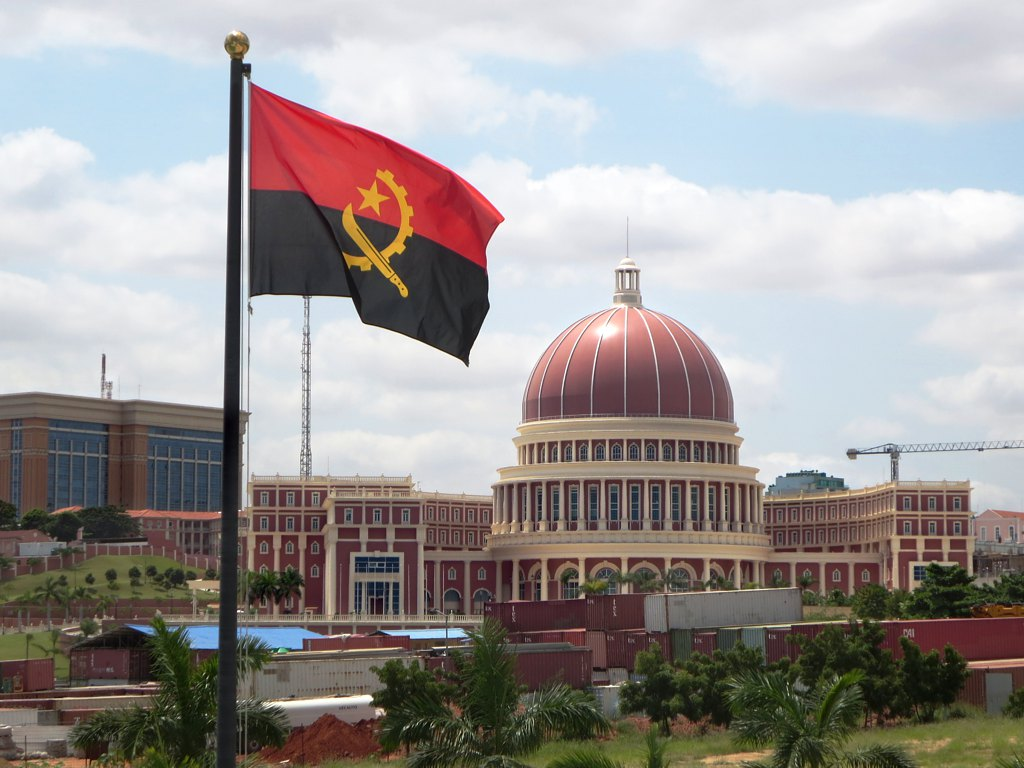
L'Assemblea Nazionale dell'Angola.

Il governo angolano è composto da tre rami: esecutivo, legislativo e giudiziario. L'esecutivo è esercitato dal governo ed è composto dal presidente, i vice-presidenti e il Consiglio dei ministri.
Il potere legislativo è rivestito dal parlamento unicamerale da 220 membri, l'Assemblea Nazionale, eletta tramite collegi provinciali e nazionali. Da decenni, il potere è comunque concentrato nella presidenza.
La Costituzione dell'Angola (Constituição de Angola) risale al 21 gennaio 2010.
Dopo 38 anni di dominio, nel 2017 il presidente José Eduardo dos Santos si dimise dalla guida del Movimento Popolare di Liberazione dell'Angola (MPLA). Il leader del partito vincitore alle elezioni parlamentari dell'agosto 2017 divenne il nuovo presidente dell'Angola. Il MPLA scelse l'ex ministro della Difesa João Lourenço come successore di Santos.
In quella che è stata descritta come epurazione politica per consolidare il proprio potere e ridurre l'influenza della famiglia Dos Santos, Lourenço licenziò subito il capo della polizia nazionale Ambrósio de Lemos, e il capo dei servizi di intelligence, Apolinário José Pereira, entrambi considerati alleati dell'ex presidente Dos Santos. Rimosse anche Isabel dos Santos, figlia dell'ex presidente, dalla posizione al vertice della compagnia petrolifera statale Sonangol.

## Ordinamento dello stato

### Suddivisione amministrativa
L'Angola è suddivisa in 18 province (Províncias), suddivise a loro volta in 173 municipalità (Municípios) e 618 comuni (Comunas).
Elenco delle province:
| 1. Bengo 2. Benguela 3. Bié 4. Cabinda 5. Cuando Cubango 6. Cuanza Norte 7. Cuanza Sul 8. Cunene 9. Huambo 10. Huíla 11. Luanda 12. Lunda Norte 13. Lunda Sul 14. Malanje 15. Moxico 16. Namibe 17. Uíge 18. Zaire |

## Istruzione

### Università
Nell'ambito universitario ricordiamo l'Università Agostinho Neto, fondata il 21 agosto 1962 e che prende il nome dal primo presidente dell'Angola Agostinho Neto .

## Economia
Il principale partner economico è la Cina, che ha concluso accordi con l'Angola per lo sfruttamento delle sue risorse energetiche, inviando operai in grandi quantità; in cambio l'Angola ha beneficiato della costruzione di infrastrutture (per esempio gli stadi della Coppa d'Africa di calcio) e ricevuto ingenti quantità di denaro che hanno determinato il più alto tasso di crescita fra i Paesi africani degli ultimi anni. Inoltre la Cina ha intenzione di costruire una ferrovia transcontinentale che collegherà i giacimenti angolani con le coste africane dell'Oceano Indiano. Significativa è la trasformazione urbanistica della capitale Luanda. Nel 2009 sono stati creati in Angola 330 000 nuovi posti di lavoro. La povertà in Angola è scesa dal 63% del 2002 al 38% del 2009.

### Settore primario
Anche a causa della lunga guerra civile meno del 3% delle terre potenzialmente arabili sono coltivate. A parte le poco produttive colture di sussistenza esistono alcune piantagioni fiorenti di caffè, che sono state vendute a privati, tornando a essere produttive dopo lunghi periodi di abbandono. Da segnalare anche la pesca, che frutta annualmente circa 250 000 tonnellate di pescato. L'industria mineraria dell'Angola è invece di grande potenziale economico.

### Settore terziario
I principali rapporti economici si hanno con Cina, Sudafrica, Portogallo, Stati Uniti d'America e Brasile.

### Compagnie aeree
La compagnia di bandiera è la TAAG Angola Airlines con sede a Luanda. La flotta conta 17 aeromobili. Le rotte servite sono sia nazionali che internazionali. La società è 100% a capitale pubblico.
Una compagnia commerciale, la Aero Tropical, operativa nel settore del trasporto merci; attiva tra il 1996 e il 1999, anch'essa aveva base a Luanda.

## Ambiente
La rete delle aree naturali protette in Angola occupa complessivamente una superficie di 87 000 km², corrispondenti al 6,97 % della superficie complessiva del Paese. Ne fanno parte otto parchi nazionali, un parco naturale regionale, due riserve naturali integrali e due riserve naturali parziali.

## Cultura

### Arte
In ambito artistico da ricordare la produzione ebanistica e di utensileria, nonché la pittura.

### Patrimoni dell'umanità
Mbanza Congo, vestigia della capitale dell'antico Regno del Congo, è il primo sito dell'Angola entrato, nel 2017, nella Lista dei patrimoni dell'umanità dell'UNESCO.

### Letteratura
Fra gli scrittori più noti della letteratura angolana:
- Mário Pinto de Andrade
- Arlindo Barbeitos
- Alda Lara
- Agostinho Neto
- Pepetela, autore del romanzo Mayombe (1980)
- José Eduardo Agualusa
- José Luandino Vieira
- Ondjaki
- Ruy Duarte De Carvalho
- Pedro Francisco Miguel

### Musica
Genere musicale e stile di danza tipico è rappresentato dalla kizomba. In ambito musicale possiamo ricordare, tra gli altri, i cantanti Yuri da Cunha e Aline Frazão.

### Angola nello spazio
Il 26 dicembre 2017 viene lanciato AngoSat 1, primo satellite angolano.

## Sport

### Calcio
L'8 ottobre del 2005 la nazionale di calcio angolana si è qualificata ai Campionati mondiali di calcio di Germania 2006, prima e unica partecipazione a un torneo della FIFA. La massima serie del calcio angolano è la Girabola.
Nel gennaio del 2010 l'Angola ha ospitato la Coppa delle nazioni africane 2010 che, nell'occasione, ha visto il trionfo dell'Egitto.

### Pallacanestro
La nazionale di pallacanestro dell'Angola è una delle migliori rappresentative africane: dall'edizione di Barcellona 1992 a quella di Pechino 2008 è stata una presenza fissa alle olimpiadi (a Londra 2012 partecipò soltanto con la squadra femminile), ha preso parte a cinque edizioni dei mondiali e ha vinto in undici occasioni i campionati africani maschili di pallacanestro, compresi quelli giocati in casa nel 2007.

### Altri sport
L'angolana Elizandra Wassuca è stata campionessa del mondo di jujutsu.

## Ricorrenza nazionale
- 11 novembre, Dia da Independência: Giorno dell'indipendenza dal Portogallo (che fece seguito alla Guerra d'indipendenza dell'Angola), nel 1975

### Altre ricorrenze nazionali
17 settembre, Fundador da Nação e Dia dos Heróis Nacionais: celebrazioni della nascita di Agostinho Neto

## Tradizioni
Le tradizioni risultano dalla fusione, avvenuta sin dal Cinquecento, dei costumi portoghesi con quelli dei locali regni, specialmente del regno andongo; ne è risultato quello che è noto come costume afroportoghese.
Inoltre, l'Angola è famosa per la danza Semba, nonché successivamente della kizomba, un nuovo "genere musicale" nato dalla fusione tra Zouk e Semba dove l'insieme di passi (chiamati appunto "passadas") sono gli stessi del Semba ma eseguiti con una diversa "attitudine".

### Gastronomia
La cucina angolana ha risentito della cucina portoghese per via dell'influenza coloniale del passato; tra gli ingredienti, uno dei più utilizzati è l'olio di palma.